# Sinoadina
Sinoadina é um género botânico pertencente à família Rubiaceae.

## Espécies
1. ↑  «Sinoadina — World Flora Online». www.worldfloraonline.org. Consultado em 19 de agosto de 2020